# グレゴリー・ウィンター
サー・グレゴリー・ポール・ウィンター（Sir Gregory “Greg“ Paul Winter CBE, FRS, FMedSci、1951年4月14日 - ）はイギリスの生化学者。モノクローナル抗体医薬研究の先駆者として知られ、 バクテリオファージを利用してタンパク質を人工的に進化させるファージディスプレイ法の開発により2018年にノーベル化学賞を受賞した。

## 来歴
レスター出身。1973年にケンブリッジ大学トリニティ・カレッジを卒業後、1977年にMRC分子生物学研究所から生化学のPh.D.を取得した。1981年にMRC分子生物学研究所のプログラム・ディレクターに就任し、1994年から2006年まタンパク質・核酸化学ユニットの共同責任者を務め、2007年から翌年までエグゼクティブ・ディレクターを務めた。また母校ケンブリッジ大学では分子生物学研究所のタンパク質・核酸化学・バイオテクノロジー部門の共同責任者であり、2012年から2019年までトリニティ・カレッジ学寮長を務めた。1990年に王立協会フェローに選出され、2004年にはナイト爵に叙された。

## 受賞歴
- 1989年 - ルイ＝ジャンテ医学賞
- 1990年 - エミール・フォン・ベーリング賞
- 1994年 - シェーレ賞
- 1995年 - キング・ファイサル国際賞
- 1999年 - ウィリアム・コーリー賞
- 2002年 - ガベイ賞
- 2011年 - ロイヤル・メダル
- 2012年 - アストゥリアス皇太子賞 学術・技術研究部門
- 2013年 - ガードナー国際賞
- 2015年 - ヴィルヘルム・エクスナー・メダル
- 2016年 - プリンス・マヒドール賞
- 2018年 ノーベル化学賞
- 2024年 - コプリ・メダル

## 参照
- "WINTER Sir Gregory (Paul)". Who's Who (英語). Vol. 2016 (online Oxford University Press ed.). A & C Black. (要購読、またはイギリス公立図書館への会員加入)
- “Phage antibodies: filamentous phage displaying antibody variable domains”.   Nature.com (1990年12月6日). 2013年4月5日閲覧。